# Кокран (Онтаріо)
Округ Кокран (англ. Cochrane District) — округ, розташований на північному сході канадської провінції Онтаріо, який є і адміністративною одиницею провінції, і переписним районом. Адміністративним центром і найбільшим містом округу не є однойменне місто Кокран, а більше шахтарське місто Тіммінс.

## Географія

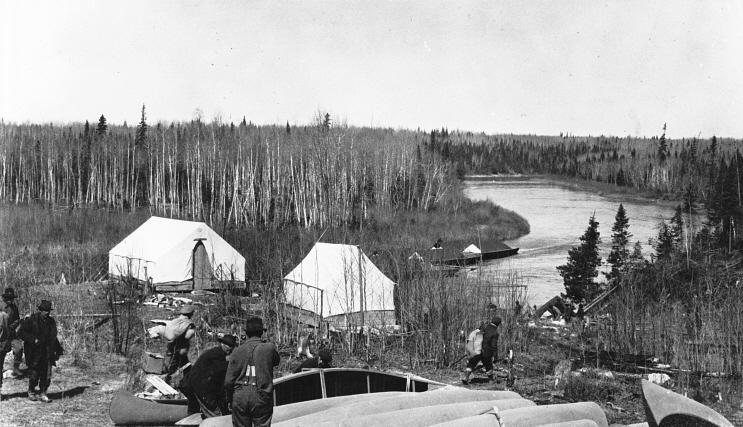
Перевантажний пункт на річці пагу Pagwa River належить компанії ("Брати Ревійон. (Révillon Frères»)

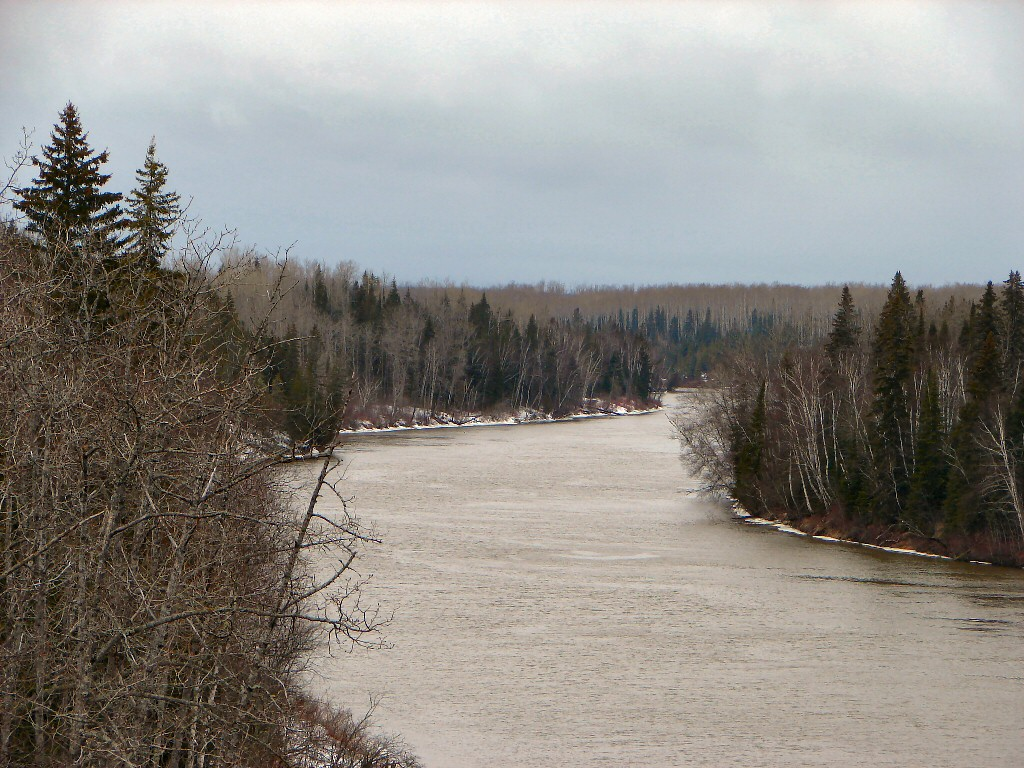
На ріці Абітібі (Abitibi River)

Із заходу округ Кокран межує з округом Тандер-Бей, на півдні— з округами Алгома, Садбері й Тіміскамінг, на півночі — з округом Кенора, на північному сході омивається водами затоки Джеймс, а на сході межує з адміністративними регіонами провінції Квебек: Абітібі-Теміскамінг й Північ Квебека.

## Адміністративний поділ
До складу округу входять:
- 7 міських пунктів: місто Тіммінс, та 6 містечок — Кокран, Херст, Ірокез-Фолс (англ. Iroquois Falls, Ontario), Капускасінг(англ. Kapuskasing), Мусоні й Смут-Рок-Фолс (англ. Smooth Rock Falls, Ontario).

- 8 резервацій племені крі: аборигени Ваагошиг (англ. Wahgoshig First Nation), аборигени озера Констанс (англ. Constance Lake First Nation), Факторі-Айленд, Флаїнг-Пост, Форт-Олбані (англ. Fort Albany, Ontario), Мус-Факторі (англ. Moose Factory, Ontario), Нью-Пост 69 й Нью-Пост 69 А;

- 3 міжселищні території — Північний Кокран (міжселищна територія) (англ. Unorganized North Cochrane District), Південно-Східний Кокран (міжселищна територія) (англ. Unorganized South East Cochrane District), Південно-Західний Кокран (міжселищна територія) (англ. Unorganized South West Cochrane District).

## Населення

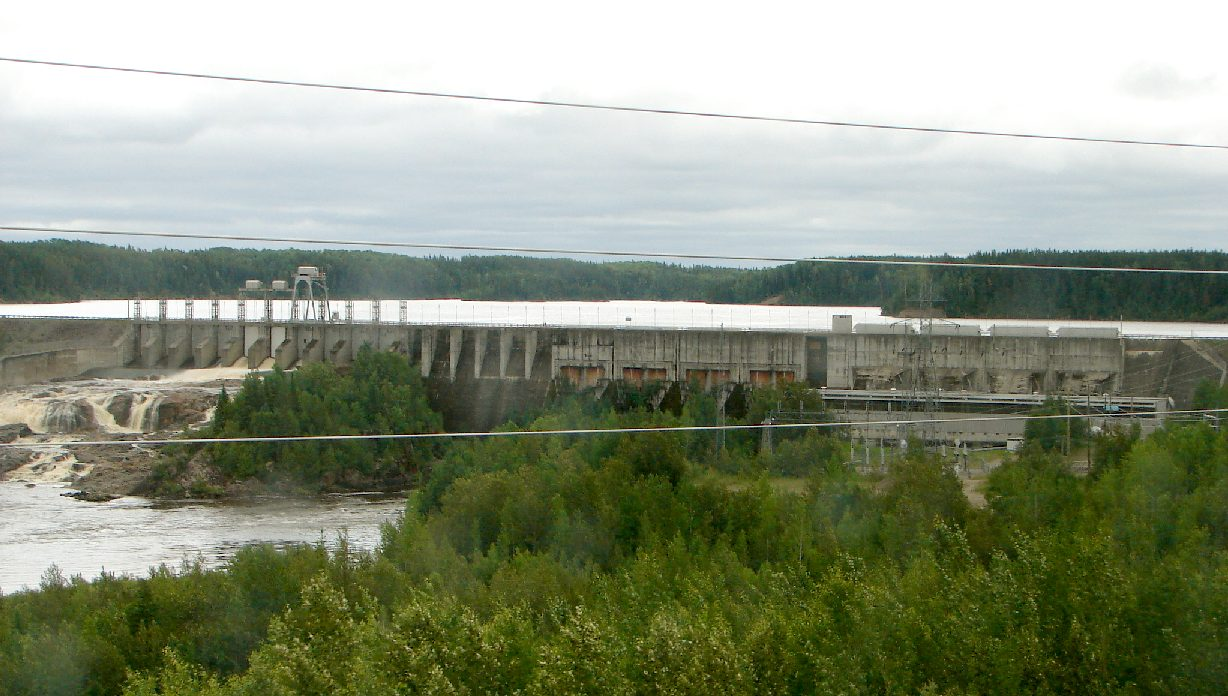
Гребля Оттер-Репідс на річці Абіб біля місцевої ГЕС.

З приблизно 82 500 жителів, що населяють округ, 40 980 становлять чоловіки і 41 520 — жінки. Середній вік населення — 40,7 років. (у порівнянні з середньостатистичним віком у 39,0 років). При цьому, середній вік чоловіків становить 40,3 рік, а жінок — 41,1 (аналогічні показники по Онтаріо — 38,1 і 39,9 відповідно. На території округу зареєстровано 33 335 приватних житлових будинків, що належать 24 125 сім'ям. Більшість округу двомовне: приблизно порівну поширені англійська й французька мови як матірні мови населення.
Найбільше місто — Тіммінс (він же — адміністративний центр округу) — 42 997 чол. (Трохи більше половини населення Кокрана, за переписом 2006 року).